# Blanche Howard
Blanche Howard, comtesse de Burlington (11 janvier 1812 – 27 avril 1840) est l'épouse de William Cavendish, comte de Burlington, qui devient le 7e duc de Devonshire.

## Famille
Née le 11 janvier 1812, elle est la huitième enfant de George Howard (6e comte de Carlisle), et sa femme Georgiana, la sœur du 6e duc de Devonshire,. Ce dernier, connu sous le nom de "Bachelor Duke", favorise Blanche et il est dit que sa décision de ne pas se marier et avoir des enfants vient de son affection pour elle et son mari.
En février 1816, la tante maternelle de Blanche, Harriet décrit la jeune fille dans une lettre à sa sœur : "trop grande chérie; elle est timide en général, et je suppose que c'est à partir de certains à la ressemblance de la voix et de la manière qu'elle oublie avec moi que je ne suis pas vous, m'appelle Maman, et est plein de blagues et d'animation. Comme elle est jolie !"

## Mariage et descendance
L'oncle maternel de Blanche, le duc de Devonshire, est en faveur d'un mariage entre son héritier, William Cavendish, et sa nièce. Le duc ressent que Blanche a de l'humilité et manque de conscience de soi, alors que William est intelligent, mais trop sérieux. Avant que le couple n'ait été présenté, le duc fait des préparatifs; il organise un bal pour Blanche, alors âgée de dix-sept ans, et quelques semaines plus tard, William lui fait une proposition qui est rapidement acceptée.
Blanche épouse William Cavendish, le 6 août 1829, quelques années avant qu'il n'hérite du comté de Burlington de son grand-père, George Cavendish (1er comte de Burlington). Le mariage est heureux, le couple partage le même point de vue politique et religieux. Ils ont cinq enfants, dont l'un meurt en bas âge :
- William, Lord Cavendish (8 octobre 1831 – 15 mai 1834)
- Spencer Cavendish (8e duc de Devonshire) (23 juillet 1833 – 24 mars 1908)
- Louisa Caroline Cavendish (1835 – 21 septembre 1907), qui épouse Francis Egerton
- Frederick Cavendish (30 novembre 1836 – 6 mai 1882)
- Edward Cavendish (28 janvier 1838 – 18 mai 1891)

De 1838 jusqu'à sa mort, la comtesse est une Dame de la Chambre à coucher de la Reine Victoria.
Blanche est décédée à l'âge de 28 ans et a été profondément regretté de son mari et de son oncle. Elle et son mari sont tous deux enterrés à l'Église Saint-Pierre, Edensor, en conformité avec la tradition familiale des Cavendish. Une inscription dans la Salle Peinte à Chatsworth est faite en son honneur. Le 6e duc achève la reconstruction de la maison l'année de sa mort, en 1840, et construit une "Urne à Blanche" en haut de la Longue Promenade dans les jardins.